# Giampaolo Ricci
Giampaolo Ricci, né le 27 septembre 1991 à Chieti, en Italie, est un joueur italien de basket-ball, évoluant au poste d'ailier fort.

## Biographie
Giampaolo Ricci commence le basket-ball à Chieti, sa ville natale, d’abord dans les équipes de jeunes de l’Audax Basket Chieti (aujourd’hui Magic Basket Chieti), puis au sein du Pallacanestro Chieti (it). En 2008, il est recruté par l’entraîneur Germano D’Arcangeli pour rejoindre la Stella Azzurra Roma (en), où il joue ses deux dernières années chez les jeunes. Parallèlement, il participe la première année au championnat régional de Série C (la cinquième division italienne), terminé en finale des play-offs, et la deuxième année en Série B (troisième division), étant éliminé au premier tour des play-offs.
En 2010-2011, il joue en Série B, toujours avec la Stella Azzurra Roma, en assurant le maintien lors du premier tour des play-outs.
À partir de la saison 2011-2012, il évolue à l’Unione Cestistica Casalpusterlengo (en), où il dispute ses deux premières saisons en Division Nationale A. Dès la saison 2013-2014, il se distingue en terminant le championnat en finale des play-offs avec une moyenne de 10,7 points (48 % à deux points, 33 % à trois points) et 6 rebonds par match. Cette année-là, il remporte le trophée de la meilleure progression de la Division Nationale A Silver 2013-2014. Il fait ses débuts en Serie A2 lors de la saison 2014-2015, jouant 26 matchs avec une moyenne de 11,2 points et 5,5 rebonds.
Lors de la saison 2015-2016, il joue pour la Scaligera Basket Vérone dans le championnat de Serie A2, disputant 28 matchs avec des moyennes de 6,1 points (47 % à deux points, 31 % à trois points), 3,8 rebonds et 0,5 passe décisive.
Pour la saison 2016-2017, Ricci signe un contrat avec Derthona Basket, avec lequel il réalise en 29 matchs une moyenne de 10,5 points et 6,2 rebonds. À l’été 2017, il remporte le championnat d’Europe universitaire avec le Cus Bologna, un titre encore jamais atteint par une université italienne à ce niveau européen.
En juillet 2017, il rejoint Vanoli sous la direction de Romeo Sacchetti. Il termine la saison 2017-2018 avec 32 matchs joués, avec des moyennes par match de 12 minutes, 4,5 points (44 % à deux points, 27 % à trois points), 2,9 rebonds et 0,6 passe décisive. La saison suivante 2018-2019, il dispute 38 matchs avec des moyennes de 9,4 points (54 % à deux points, 29 % à trois points), 4,3 rebonds et 0,7 passe décisive. Le 17 février 2019, il remporte avec la Vanoli Cremona la première Coupe d'Italie de l’histoire du club, décrochant également les trophées de meilleur rebondeur et meilleur défenseur de la compétition.
Le 13 juin 2019, il signe un contrat de deux ans avec la Virtus Bologne. Sous la direction de l’entraîneur Aleksandar Đorđević, il joue 20 matchs de saison régulière 2019-2020, tous en tant que titulaire, avec des moyennes de 23,8 minutes, 9,2 points (52,9 % à deux points, 43,8 % à trois points), 4,9 rebonds et 1,9 passe décisive. Il termine la saison suivante avec 28 matchs joués, en tant que capitaine de l’équipe, enregistrant en moyenne 20,2 minutes, 6,4 points (54,4 % à deux points, 36 % à trois points), 4,3 rebonds et 1,6 passe décisive.
Le 6 juillet 2021, son transfert à l’Olimpia Milano est annoncé, avec un contrat de deux ans à la clé. Il termine la saison régulière 2021-2022 avec 29 matchs disputés, pour une moyenne de 15,6 minutes, 5 points (57,1 % à deux points, 37,3 % à trois points), 3,3 rebonds et 1,1 passe décisive. Il remporte son deuxième titre de champion consécutif le 18 juin 2022 lors du match 6 des play-offs contre son ancienne équipe, la Virtus Bologne.

## Équipe nationale
En juillet 2011, Giampaolo Ricci participe au rassemblement pré-Euro avec l’équipe d’Italie des 20 ans et moins dirigée par l’entraîneur Stefano Sacripanti. En mai 2017, il fait partie des joueurs disponibles pour l’équipe d'Italie de basket-ball à trois. En octobre 2017, il est convoqué par le sélectionneur Romeo Sacchetti parmi les 24 joueurs de la liste FIBA pour les qualifications à la coupe du Monde 2019.
Le 10 juillet 2018, il est appelé dans l’équipe expérimentale italienne dirigée par Romeo Sacchetti, en vue d’un stage et d’un tournoi amical. À cette occasion, l’équipe italienne, dont Ricci est le capitaine, remporte le Tournoi de Vicence en battant successivement les Pays-Bas, les États-Unis et l’Allemagne.
En février 2019, il fait partie du groupe de la sélection nationale qui obtient la qualification pour la Coupe du Monde en Chine. Après la période d’entraînements et de matchs amicaux de préparation, l’entraîneur Sacchetti écarte Ricci du groupe final.
En 2020, il participe aux qualifications pour le Championnat d’Europe masculin de basket 2021, s’y illustrant en tant que protagoniste avec 18 et 19 points respectivement contre la Russie et l’Estonie.
Il prend part au tournoi de qualification olympique pour les Jeux de Tokyo, organisé en Serbie. Le 1er juillet 2021, l’Italie bat Porto Rico, puis deux jours plus tard, la République dominicaine. Le 4 juillet, en finale du TQO, l’équipe nationale italienne bat la Serbie et se qualifie pour les Jeux olympiques de Tokyo. Il participe ensuite aux Jeux, disputant trois matchs.
En août 2023, Ricci est sélectionné par le sélectionneur Gianmarco Pozzecco pour la coupe du monde 2023 organisée au Japon, aux Philippines et en Indonésie. L’équipe italienne termine à la huitième place après les matchs de classement.

## Palmarès
- Champion d'Italie 2021, 2022, 2023, 2024
- Coupe d'Italie 2019, 2022
- Supercoupe d'Italie 2024
- Coupe d'Europe FIBA 2018

## Vie privée
Le 31 mars 2023, il obtient une licence en mathématiques à l’Université de Bologne avec un mémoire de géométrie intitulé : « Le plan projectif réel et la surface romane de Steiner ». Auparavant, il avait obtenu son diplôme de fin d’études secondaires en 2010 au lycée scientifique public "Farnesina" de Rome, faisant partie des rares basketteurs professionnels en Italie à être titulaire d’un diplôme universitaire.
Son père, Francesco Ricci, est maire de Chieti de 2005 à 2010.
Sa sœur, Maria Irene Ricci (it), est joueuse professionnelle de volley-ball.